# Leopoldschlag
Leopoldschlag település Ausztriában, Felső-Ausztria tartományban, a Freistadti járásban, területe 25,67 km².

## Fekvése
Tengerszint feletti magassága 630 méter. Leopoldschlag Dolní Dvořiště, Windhaag bei Freistadt, Grünbach, Rainbach im Mühlkreis és Horní Dvořiště településekkel határos.

## Népesség
Lakosainak száma 1023 fő (2018. január 1.).